# Jerome Cholet
Jérôme Cholet (* 19. Dezember 1979 in Hamburg) ist ein deutscher Journalist und Pressesprecher der Werbeagenturen der Interpublic Group of Companies Health in Europa. Nebenberuflich arbeitet er als freischaffender Künstler und Rezensent.
Er arbeitete zuletzt als Pressesprecher für John Neumeier, Chefchoreograf und Ballettdirektor des Hamburg Ballett, sowie davor als Journalist für verschiedene deutsche Zeitungen und Zeitschriften, darunter die Wochenzeitung „Das Parlament“ des Deutschen Bundestags, die Zeitschrift für Kulturaustausch, herausgegeben vom Institut für Auslandsbeziehungen, die Zeitschrift Weltsichten des Vereins zur Förderung der entwicklungspolitischen Publizistik e. V. (VFEP) und das Deutschland-Magazin, das in Zusammenarbeit mit dem Auswärtigen Amt erscheint und den vorwärts. Seine journalistischen Schwerpunkte sind Afrika, Lateinamerika und der Nahe Osten. Themen sind Armut, Gerechtigkeit und Gewalt. Zuvor hat er für das ZDF-Auslandsstudio für das südliche Afrika in Johannesburg (Südafrika) Reportagen gedreht, unter anderem für die ZDF-Sendungen kulturzeit, logo! und leute heute.

## Leben
Jérôme Cholet wuchs als Sohn eines Journalisten und einer Arztsekretärin in Hamburg und Paris auf. Nach dem Abitur am Helene-Lange-Gymnasium (Hamburg) studierte er ab 2000 an der Universität Hamburg Politikwissenschaft, Geschichte und Lateinamerikanistik. Während seiner Schul- und Studienzeit arbeitete er als Journalist für die Zeitschriften GALA, MAX und blond sowie das ARD-Studio in Paris, Axel-Springer TV und Spiegel TV und als wissenschaftlicher Mitarbeiter am Institut für Iberoamerika-Kunde und in der Arbeitsgruppe Kriegsursachenforschung (AKUF).
Im Jahr 1999 ging er im Rahmen des Anderer Dienst im Ausland nach Santarém, Brasilien und berichtete von dort für die Monatszeitschrift MAX. Nach seiner Rückkehr arbeitete er als Sprecher für die Menschenrechtsorganisation amnesty international zu Kuba und Haiti und veröffentlichte zahlreiche Reportagen in deren ai journal.
Cholet war Stipendiat der Studienstiftung des deutschen Volkes und der Dr. Rita- und Alexander Besser Stiftung für Auslandsjournalismus. Von 2004 bis 2007 arbeitete er für das ZDF Südamerika-Studio in Rio de Janeiro unter Carsten Thurau und das ZDF Studio für das südliche Afrika in Johannesburg unter Hans-Peter Trojek. Zudem gab er für das Johannesburger Büro der Friedrich-Ebert-Stiftung gemeinsam mit Werner Rechmann den „Fokus Südafrika“ heraus.
Nach seiner Rückkehr arbeitete Cholet als freier Journalist und Dozent in Hamburg. Er war studentische Hilfskraft am Institut für Friedensforschung und Sicherheitspolitik (IFSH) und gibt unter anderem Seminare für die Deutsche SchülerAkademie und an der Leuphana Universität Lüneburg in Literatur und Politischer Wissenschaft. Im Jahr 2012 arbeitete er als Redakteur für den Heinrich Bauer Verlag, Redaktion „TV Hören + Sehen, Welt der Wunder, TV 14“ bevor John Neumeier ihn als Leiter der Pressestelle des „Hamburg Ballett“ engagierte. Dort leitete er die Pressestelle, die auch für das Bundesjugendballett, die Ballettschule des Hamburg Ballett und die Stiftung John Neumeier tätig war. Im Jahr 2014 wechselte Cholet und war Leiter der Pressestelle der Werbeagenturen McCann und MRM//McCann Deutschland in Frankfurt am Main unter Ruber Iglesias (CEO), 2021 wechselte er in eine europäische Position derselben Holding Interpublic Group of Companies und ist nun für die Kommunikation der Health-Agenturen in Europa unter Jörg Hempelmann zuständig.
Jerome Cholet ist Mitglied im Bundesverband deutscher Pressesprecher und Mitglied und Mentor im Deutschen Journalistenverband. Nebenberuflich ist er als freischaffender Künstler und Rezensent tätig. Seine Kunstwerke sind unter anderem in der Press Art Sammlung von Peter Nobel vertreten und werden auf verschiedenen Kunst-Plattform vertrieben. Seine Rezensionen aktueller Romane erscheinen im Sonntagsblatt.